# Високе (Ніжинський район)
Висо́ке — село в Україні, у Ніжинському районі Чернігівської області. Адміністративний центр Височанської сільської громади. Населення — 1 тисяча осіб (2024 рік).

## Географія
Село розташоване на північному сході району, за 70 км від районного центру — міста Ніжин та за 2 км від залізничної станції Доч. Висота над рівнем моря — 130 м.

## Історія
Село згадуються в історичних джерелах з першої половини XVII сторіччя.
520 жителів Високого брали участь у Другій світовій війні, 236 з них — загинули, 183 — нагороджені орденами і медалями СРСР. Серед них — командир партизанського загону з'єднання Сидора Артемовича Ковпака Федір Данилович Матющенко — орденом Леніна. На честь воїнів-односельців, полеглих у боротьбі за свободу і незалежність Батьківщини, у Високому споруджено обеліск Слави.
У повоєнний період в селі знаходилася центральна садиба колгоспу «Пам'ять Леніна», за яким було закріплено 6382 гектарів сільськогосподарських угідь, у тому числі 3650 га орної землі. Господарство вирощувало зернові культури, картоплю, льон, займалося м'ясо-молочним тваринництвом.
12 червня 2020 року, відповідно до розпорядження Кабінету Міністрів України № 730-р «Про визначення адміністративних центрів та затвердження територій територіальних громад Чернігівської області», увійшло до складу Височанської сільської громади.
19 липня 2020 року, в результаті адміністративно-територіальної реформи, і ліквідації Борзнянського району, увійшло до складу новоутвореного Ніжинського району.

## Інфраструктура
У селі є загальноосвітня школа, будинок культури, бібліотека, фельдшерсько-акушерський пункт, магазини, відділення зв'язку. Був цегляний завод, цех з переробки фруктів. Є лісництво, лісопилка.

## Видатні люди
- Войтенко Олександр Іванович (1977—2024) — солдат Збройних сил України, учасник російсько-української війни.
- Коляда Петро Васильович (30 червня 1945, с. Високе) — український юрист, Заслужений юрист України, генерал-полковник.
- Клименко Олександр Петрович (22 червня 1960, с. Високе) — видатний український фотокореспондент, Заслужений журналіст України.